# Waterstofatoom

Het ^{1}H-atoom in de isotopentabel

Een waterstofatoom is een atoom van het chemische element waterstof. Het elektrisch neutrale atoom bevat een positief geladen proton en een negatief geladen elektron, dat aan de kern wordt gebonden door de coulombkracht. De meest voorkomende isotoop, protium (ook waterstof-1 of lichte waterstof genoemd), bevat geen neutronen; andere isotopen van waterstof, zoals deuterium en tritium, bevatten respectievelijk een en twee neutronen. 

## Waterstofatoom als modelsysteem in de kwantummechanica
Het waterstofatoom is het eenvoudigste realistische systeem dat zich laat behandelen met de kwantummechanica. Omdat het een tweedeeltjesprobleem is, en de twee deeltjes (het elektron en het proton waar het omheen "cirkelt") op de schaal van het atoom als puntmassa's kunnen worden beschouwd, kan onder die (in de praktijk alleszins redelijke) aanname een exacte oplossing gegeven worden voor de schrödingervergelijking (het waterstofatoom is daarmee ook het enige atoom waarvoor men de schrödingervergelijking exact kan oplossen). Op die manier heeft men nauwkeurige kwantitatieve voorspellingen kunnen doen die een van de redenen vormen dat de kwantummechanica als succesvolle natuurkundige theorie ingang heeft gevonden.

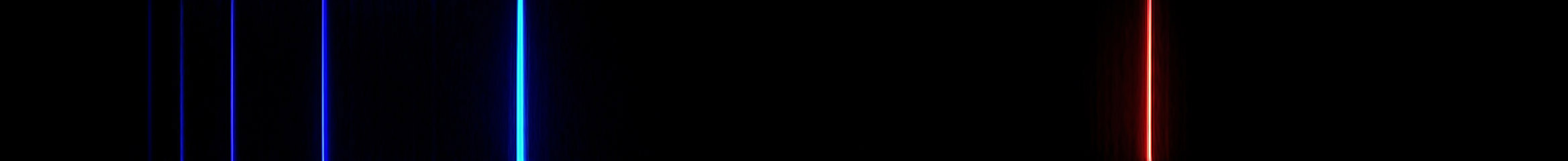
Het zichtbare deel van de Balmerreeks

Onder meer de frequenties van verschillende series spectraallijnen (met name de Balmerreeks en de Lymanreeks) kunnen op deze manier worden berekend uit "eerste beginselen", waar voorheen alleen empirische formules voorhanden waren.
De orbitaalstructuur van waterstof is in de theoretische chemie en computationele chemie nog steeds een belangrijk theoretisch en praktisch hulpmiddel bij het beschrijven van de elektronenstructuur van andere atomen en van moleculen (al kan men de vergelijkingen voor dergelijke systemen niet meer exact oplossen, zelfs niet in de Born-Oppenheimerbenadering).

## Oplossing van de schrödingervergelijking
De schrödingervergelijking voor de golffunctie {\displaystyle \Psi } van het elektron dat met constante energie {\displaystyle \mathrm {E} } in het coulombveld van de atoomkern golft, is
{\displaystyle \mathrm {E} \Psi ({\vec {r}})=-{\frac {\hbar ^{2}}{2m_{e}}}\Delta \Psi ({\vec {r}})-{\frac {e^{2}}{4\pi \epsilon _{0}}}{\frac {1}{r}}\Psi ({\vec {r}})}
De laplaciaan {\displaystyle \Delta } wordt uitgeschreven in bolcoördinaten en voor de golffunctie worden de variabelen gescheiden:
{\displaystyle \Psi (r,\vartheta ,\varphi )=R(r)Y(\vartheta ,\varphi )}
De vergelijking kan dan zo geschreven worden dat de linkerkant alleen van {\displaystyle r} afhangt en de rechterkant alleen van de hoekcoördinaten {\displaystyle \vartheta ,\varphi }. Linker en rechterkant zijn dus constant.
De schrödingervergelijking valt uiteen in twee vergelijkingen, een voor {\displaystyle R} en een voor {\displaystyle Y}:
{\displaystyle {\frac {\hbar ^{2}}{2m_{e}}}\left[{1 \over r^{2}}{\partial  \over \partial r}\left(r^{2}{\partial R(r) \over \partial r}\right)-{l(l+1)R(r) \over r^{2}}\right]+{\frac {1}{4\pi \epsilon _{0}}}{\frac {e^{2}}{r}}R(r)+ER(r)=0}
en
{\displaystyle {\frac {1}{\sin \theta }}{\frac {\partial }{\partial \theta }}\left[\sin \theta {\frac {\partial }{\partial \theta }}Y(\theta ,\varphi )\right]+{\frac {1}{\sin ^{2}\theta }}\,{\frac {\partial ^{2}}{\partial \theta ^{2}}}Y(\theta ,\varphi )+l(l+1)Y(\theta ,\varphi )=0}
Deze vergelijkingen hebben alleen de constante gemeen die geschreven wordt als {\displaystyle l(l+1)}. De tweede vergelijking heeft dan voor {\displaystyle l=0,1,2,\ldots } bolfuncties {\displaystyle Y_{lm}} als oplossing.  Voor elke {\displaystyle l} zijn er {\displaystyle 2l+1} oplossingen, aangeduid met de index {\displaystyle m}.
De eerste vergelijking wordt omgevormd door een reeks substituties. Dat gaat het eenvoudigst als de vergelijking geschreven wordt in atomaire eenheden. Substitutie van {\displaystyle E=-1/2n^{2}}, {\displaystyle r=\rho n/2} en vervolgens {\displaystyle R=\rho ^{l}e^{-\rho /2}w(\rho )} levert ten slotte
{\displaystyle \rho w''+(2l+2-\rho )w'+(n-l-1)w=0}
waarvan de oplossing {\displaystyle w} bekend is uit de theorie van Laguerre polynomen. Voor elke {\displaystyle l} zijn er oneindig veel oplossingen {\displaystyle R_{nl}}, namelijk voor elke gehele {\displaystyle n>l}.
Het resultaat in gewone eenheden is:
{\displaystyle \Psi _{nlm}(r,\vartheta ,\varphi )=R_{nl}(r)\;Y_{lm}(\vartheta ,\varphi )}
{\displaystyle R_{nl}(r)={\sqrt {{\left({\frac {2}{na_{0}}}\right)}^{3}{\frac {(n-l-1)!}{2n[(n+l)!]}}}}\;e^{-\rho /2}\;\rho ^{l}\;L_{n-l-1}^{2l+1}(\rho )}
{\displaystyle Y_{lm}(\vartheta ,\varphi )} zijn sferisch harmonischen
{\displaystyle a_{0}=\hbar /m_{e}c\alpha } de bohrstraal van het H-atoom, {\displaystyle \alpha } de fijnstructuurconstante, {\displaystyle \rho =2r/na_{0}} en
{\displaystyle L_{n-l-1}^{2l+1}(\rho )} gegeneraliseerde laguerre-polynomen.
De kwantumgetallen kunnen de volgende waarden hebben: 
{\displaystyle n=1,2,3,\ldots }
{\displaystyle l=0,1,2,\ldots ,n-1}
{\displaystyle m=-l,\ldots ,l}
Alleen deze oplossingen van de schrödingervergelijking zijn acceptabele golffuncties: genormeerd, eenwaardig en eindig.

### Energieniveaus
De energieniveaus van het elektron hangen alleen van {\displaystyle n} af
{\displaystyle E_{n}=-{{m_{e}c^{2}\alpha ^{2}} \over {2n^{2}}}={E_{1} \over n^{2}},\quad E_{1}=-13{,}6} eV,
negatief omdat het energie kost om het elektron uit het atoom te verwijderen.
Ze bepalen het waterstofspectrum. De frequenties van de Lymanreeks zijn
{\displaystyle (E_{n}-E_{1})/h=\nu _{H}(1-1/n^{2}),\quad } voor {\displaystyle n>1},
voor de Balmerreeks
{\displaystyle (E_{n}-E_{2})/h=\nu _{H}(1/4-1/n^{2}),\quad } voor {\displaystyle n>2},
enz. {\displaystyle \nu _{H}=cR_{H}\approx 3{,}3} PHz; {\displaystyle R_{H}} is de Rydbergconstante.

### Golffuncties voorn=1 enn=2
Grondtoestand
{\displaystyle \Psi _{100}={\sqrt {1 \over \pi a_{0}^{3}}}e^{-r/a_{0}}}
Eerste aangeslagen toestand
{\displaystyle \Psi _{200}={\sqrt {1 \over 32\pi a_{0}^{3}}}\left(2-{r \over a_{0}}\right)e^{-r/2a_{0}}}
{\displaystyle \Psi _{210}={\sqrt {1 \over 32\pi a_{0}^{3}}}\left({r \over a_{0}}\right)e^{-r/2a_{0}}\cos \vartheta }
{\displaystyle \Psi _{2,1,\pm 1}={\sqrt {1 \over 64\pi a_{0}^{3}}}\left({r \over a_{0}}\right)e^{-r/2a_{0}}\sin \vartheta \;e^{\pm i\varphi }}

### Correcties
Bovenstaand model is een zeer goede benadering hoewel de massa van de atoomkern {\displaystyle M} oneindig groot verondersteld is vergeleken met {\displaystyle m_{e}} en relativistische correcties niet verrekend zijn.
De eindige atoomkernmassa kan eenvoudig in de formules gecorrigeerd worden door {\displaystyle m_{e}} te vervangen door de gereduceerde massa {\displaystyle m_{r}=m_{e}M/(M+m_{e})}.
Door relativistische correcties zijn de energieniveaus niet meer alleen van {\displaystyle n} afhankelijk. De spectraallijnen hebben een fijnstructuur.

## Waterstofachtige ionen
Het model geldt ook voor ionen met één elektron, zoals He⁺, Li²⁺, met kernlading Ze als in de schrödingervergelijking e² vervangen wordt door Ze². In de oplossing verandert a0 in a0/Z en En krijgt er een factor Z² bij. De energieniveaus zijn dan een factor Z² dieper.